# Cyncewicze
Cyncewicze (biał. Цынцавічы, Cyncawiczy; ros. Цынцевичи, Cyncewiczi) – wieś na Białorusi, w obwodzie mińskim, w rejonie wilejskim, w sielsowiecie Lubań.

## Historia
W czasach zaborów wieś w gminie Wilejka, w powiecie wilejskim, w guberni wileńskiej Imperium Rosyjskiego.
W latach 1921–1945 wieś leżała w Polsce, w województwie wileńskim, w powiecie wilejskim, w gminie Kołowicze (do 1929 gmina Wilejka).
Według Powszechnego Spisu Ludności z 1921 roku zamieszkiwało tu 621 osób, 20 było wyznania rzymskokatolickiego a 601 prawosławnego. Jednocześnie 20 mieszkańców zadeklarowało polską a 601 białoruską przynależność narodową. Było tu 114 budynków mieszkalnych. W 1931 w 130 domach zamieszkiwało 628 osób.
Wierni należeli do parafii rzymskokatolickiej w Wilejce i prawosławnej w Kurzeńcu. Miejscowość podlegała pod Sąd Grodzki w Wilejce i Okręgowy w Wilnie; właściwy urząd pocztowy mieścił się w Wilejce.
W wyniku napaści ZSRR na Polskę we wrześniu 1939 miejscowość znalazła się pod okupacją sowiecką. 2 listopada została włączona do Białoruskiej SRR. Od czerwca 1941 roku pod okupacją niemiecką. W 1944 miejscowość została ponownie zajęta przez wojska sowieckie i włączona do Białoruskiej SRR.
Od 1991 roku w składzie niepodległej Białorusi.